# Mount Brandt
Mount Brandt är ett berg i Antarktis. Det ligger i Östantarktis. Norge gör anspråk på området. Toppen på Mount Brandt är 1 540 meter över havet, eller 99 meter över den omgivande terrängen. Bredden vid basen är 1,7 km.
Terrängen runt Mount Brandt är platt åt nordväst, men åt sydost är den kuperad. Trakten är obefolkad. Det finns inga samhällen i närheten.